# Edmundo Alves de Souza Neto
Edmundo Alves de Souza Neto (Niterói, 2 de abril de 1971), conocido como Edmundo, es un exfutbolista brasileño que jugaba como mediapunta. Fue internacional con la selección de fútbol de Brasil. Inició su carrera y se retiró en el mismo club, el Vasco de Gama, siendo muy recordados sus pasos por el club.
Edmundo jugó en la Copa Mundial de Fútbol de 1998, donde se hizo conocido por su brutal modo de jugar y el hecho de recibir muchas tarjetas rojas por lo que se ganó el apodo como El Animal. Aun así, es considerado uno de los mejores delanteros brasileños de la historia, con calidad física y técnica y varios títulos que ganó en su carrera.

## Trayectoria

### Vasco de Gama
Nacido en Niterói, Edmundo jugó en varios clubes a lo largo de su carrera, tanto en su país natal de Brasil como en el extranjero. Sin embargo, la historia de Edmundo, como futbolista, está fuertemente entrelazada con Vasco da Gama. Comenzó su carrera en el club en las divisiones amateur en 1982 y más tarde también jugó para el equipo juvenil de Botafogo antes de regresar al club. Luego hizo su debut como profesional con el equipo senior del Vasco da Gama, donde permaneció hasta 1992.
Regresó al club en 1996 y en 1997, cuando Vasco ganó el Brasileirão Série A, fue el máximo goleador de la temporada, sus 29 goles rompieron un récord establecido por Reinaldo del Atlético Mineiro 20 años antes. Ese mismo año, Vasco da Gama marcó 69 goles. Esa temporada, Edmundo fue nombrado jugador de la liga del año. También marcó 6 goles en un partido contra União São João. Después de mudarse entre varios clubes en el extranjero, regresó al Vasco da Gama en 1999, donde se unió a su compañero de equipo internacional Romário e inicialmente recibió el brazalete de capitán, llegando a la final del Mundial de Clubes 2000, derrotando al Manchester United en el proceso; sin embargo fue expulsado del equipo en 2000 por el vicepresidente Eurico Miranda por falta de disciplina, después de que abandonó el vestuario antes de un partido. Regresó al Vasco da Gama nuevamente en 2003, donde permaneció hasta el final de la temporada cuando fue liberado después de anotar solo 7 goles en 19 apariciones. Regresó al Vasco da Gama en 2008, cuando jugó la última temporada de su carrera. En total, hizo 127 apariciones con el club.
Sobre su apego al club, Edmundo afirmó que su amor por Vasco da Gama era así entre un hijo y su madre. El 28 de marzo de 2012, jugó su partido testimonial cuando el Vasco da Gama recibió al Barcelona de Guayaquil en un partido amistoso, el juego terminó 9-1 con Edmundo anotando dos veces.

### Carrera en Brasil
En 1993, Edmundo dejó el Vasco da Gama y se trasladó al Palmeiras, donde ganó dos veces el Brasileirão, en 1993 y 1994, anotando 34 goles en 89 apariciones con el club. A pesar de su éxito, tuvo varias disputas con su técnico Wanderley Luxemburgo y se vio envuelto en un altercado con su compañero de equipo Antônio Carlos, que llevó a que Edmundo fuera despedido por el club. Más tarde se unió al Flamengo por una temporada en 1995 (2 goles en 14 apariciones) y posteriormente fichó por el Corinthians en 1996, aunque no se presentó al club, ya que, según los informes, salió de una sesión de entrenamiento después de una discusión. Más tarde se unió al Santos en calidad de préstamo en 2000 (anotando 13 goles en 20 apariciones), y Cruzeiro en 2001 (3 goles en 13 apariciones). Después de otra etapa en el Vasco da Gama, se unió al Fluminense en 2004, anotando 7 goles en 20 apariciones, y también anotó 1 gol en 2 apariciones mientras jugaba para Nova Iguaçu en 2005.

### Tiempo en Italia y en el extranjero
En 1997 el club italiano Fiorentina compró Edmundo por 13 mil millones de liras, y permaneció en el equipo hasta 1999. A pesar de realizar algunas actuaciones espectaculares durante su mandato en Florencia, que inicialmente lo hizo querer entre los fanáticos, su paso por Italia también estuvo marcado por inconsistencia y controversia, que generó críticas de la prensa. Un incidente particular que atrajo mucha publicidad ocurrió durante la temporada 1998-99, bajo el mando de Giovanni Trapattoni; Edmundo dejó el club a mitad de temporada para asistir al Carnaval de Río. Aunque en ese momento la Fiorentina era primera en la liga, debido a su ausencia, así como el compañero de ataque Gabriel Batistuta. Después de la lesión, la Fiorentina se perdió el título de liga al final de la temporada y, como resultado, Edmundo tuvo una pelea con el club, su entrenador y sus compañeros de equipo.
En enero de 2001 fue cedido al Napoli, donde permaneció hasta junio. Sin embargo se lesionó durante su debut con el club contra el Udinese, lo que lo mantuvo fuera de juego y no pudo evitar el descenso del club a la Serie B al final de la temporada.
Más tarde ese año se unió al Tokyo Verdy de la J1 League de Japón, anotando 18 goles en 31 apariciones y permaneció en el club hasta 2002. Al año siguiente se unió al otro club japonés Urawa Red Diamonds, pero no hizo ni una sola aparición con el equipo.

### Años Posteriores
Durante el final de su carrera, Edmundo todavía se las arregló para desempeñarse bien, a pesar de no ser tan fuerte físicamente o en forma como lo había estado durante su mejor momento a mediados de los 90, aunque sus actuaciones se volvieron cada vez menos consistentes con la edad. Sin embargo, sus habilidades futbolísticas y goleador demostraron ser fundamentales para ayudar al Figueirense a evitar el descenso en el Brasileirão Série A 2005, ya que logró 15 goles en 31 apariciones. La temporada siguiente, también salvó al Palmeiras del descenso durante el Brasileirão Série A de 2006.
Junto a Jorge Valdivia y Marcos fue uno de los futbolistas más importantes del Palmeiras durante la temporada 2007; sin embargo su contrato no fue renovado al final de la temporada. Hay dos versiones de este hecho: según el "oficial", su salario era demasiado alto para sus actuaciones irregulares. Pero es más posible que el motivo real fuera que Caio Júnior que era favorable a esta permanencia, fuera despedido y Vanderlei Luxemburgo, que tiene problemas personales con Edmundo, fue contratado.
En enero de 2008, Edmundo regresó al Vasco da Gama, aunque no pudo evitar el descenso del club al Campeonato Brasileiro Série B de 2009. Edmundo anunció su retiro del fútbol el 30 de mayo de 2008, pero volvió a jugar hasta el final de la temporada 2008.

## Selección nacional
A nivel internacional jugó 42 partidos con la Selección de Brasil entre 1992 y 2000, anotando 10 goles. Formó parte del equipo que ganó la Copa América de 1997 y también hizo dos apariciones como suplente en la Copa Mundial de la FIFA de 1998, incluida la final en la que el equipo perdió 3-0 ante Francia. Adicional a ello fue integrante de la escuadra de Brasileña que participó en los campeonatos de la Copa América de 1993 y 1995, obteniendo una medalla de subcampeón en esta última edición; también ganó una medalla de bronce en la Copa de Oro de la Concacaf 1998. Además participó en dos torneos de exhibición con la selección brasileña, ganando la Copa Umbro de 1995 y finalizando segundo en el torneo de Francia. Sin embargo a pesar de su talento, se cree que el estilo de vida turbulento de Edmundo fuera del campo, así como la extensa competencia de varios delanteros brasileños de talla mundial (incluidos Bebeto, Romário y Ronaldo), han limitado su tiempo de juego a nivel internacional.

#### Participaciones enCopas del Mundo
| Mundial                 | Sede    | Resultado  | PJ | GA | Asis |
| ----------------------- | ------- | ---------- | -- | -- | ---- |
| Mundial de Francia 1998 | Francia | Subcampeón | 2  | 0  | 0    |

#### Participaciones enCopas América
| Torneo                 | Sede                   | Resultado              | PJ | GA | Asis |
| ---------------------- | ---------------------- | ---------------------- | -- | -- | ---- |
| Copa América 1993      | Ecuador                | Cuartos de final       | 4  | 1  | 0    |
| Copa América 1995      | Uruguay                | Subcampeón             | 6  | 2  | 1    |
| Copa América 1997      | Bolivia                | Campeón                | 4  | 2  | 0    |
| Total en Copas América | Total en Copas América | Total en Copas América | 14 | 5  | 1    |

#### Participaciones enCopas Oro
| Torneo        | Sede           | Resultado    | PJ | GA | Asis |
| ------------- | -------------- | ------------ | -- | -- | ---- |
| Copa Oro 1998 | Estados Unidos | Tercer lugar | 5  | 1  | 0    |

#### Participaciones enEliminatorias al Mundial
| Eliminatoria                                | Sede del Mundial      | Posición      | Resultado   | PJ | GA | Asis |
| ------------------------------------------- | --------------------- | ------------- | ----------- | -- | -- | ---- |
| Eliminatorias Mundial de Corea y Japón 2002 | Corea del Sur y Japón | 3°lugar 30pts | Clasificado | 2  | 0  | 0    |

## Estilo de juego
Edmundo era un jugador rápido, poderoso, creativo y técnicamente dotado, que era conocido por su ritmo, fuerza, aceleración y sus sobresalientes habilidades de regate, así como por su uso de fintas, incluido el movimiento de rodeo de Pelé; como segundo delantero, fue capaz tanto de marcar como de asistir a muchos goles. Un delantero versátil, Edmundo jugaba principalmente como segundo delantero, pero era capaz de jugar como extremo o incluso como delantero principal o mediocampista ofensivo. A pesar de su talento, también fue un futbolista tenaz y controvertido que fue criticado por su bajo ritmo de trabajo y falta de consistencia en ocasiones; también era conocido por su agresión y mal comportamiento en el campo, lo que a menudo lo llevaba a recoger cartas y le valió el apodo de O Animal.

## Estadísticas
Datos actualizados al fin de la carrera deportiva.
| Club | Div           | Temporada     | Campeonato | Campeonato | Estatal (1) | Estatal (1) | Copas (2) | Copas (2) | Internacional (3) | Internacional (3) | Interestatal (4) | Interestatal (4) | Total (5) | Total (5) | Promedio |
| Club | Div           | Temporada     | Part.      | Goles      | Part.       | Goles       | Part.     | Goles     | Part.             | Goles             | Part.            | Goles            | Part.     | Goles     |          |
| --- | ------------- | ------------- | ---------- | ---------- | ----------- | ----------- | --------- | --------- | ----------------- | ----------------- | ---------------- | ---------------- | --------- | --------- | -------- |
| Vasco da Gama · Brasil |               |               |            |            |             |             |           |           |                   |                   |                  |                  |           |           |          |
| 1.ª | 1992          | 24            | 8          | 2          | 0           | -           | -         | -         | -                 | -                 | -                | 26               | 8         | 0.30      |          |
| 1.ª | 1996          | 16            | 9          | -          | -           | -           | -         | 5         | 2                 | -                 | -                | 21               | 11        | 0.52      |          |
| 1.ª | 1997          | 28            | 29         | 23         | 13          | -           | -         | -         | -                 | -                 | -                | 51               | 42        | 0.82      |          |
| 1.ª | 1999          | 20            | 15         | 4          | 3           | -           | -         | 4         | 0                 | -                 | -                | 28               | 18        | 0.64      |          |
| 1.ª | 2000          | -             | -          | 10         | 9           | 3           | 3         | 4         | 2                 | 1                 | 0                | 21               | 14        | 0.67      |          |
| 1.ª | 2003          | 20            | 7          | -          | -           | 1           | 0         | -         | -                 | -                 | -                | 21               | 7         | 0.33      |          |
| 1.ª | 2008          | 26            | 13         | 10         | 5           | 7           | 6         | 1         | 0                 | -                 | -                | 44               | 24        | 0.54      |          |
| Total club | Total club    | 134           | 81         | 49         | 30          | 11          | 9         | 14        | 4                 | 1                 | 0                | 212              | 124       | 0.58      |          |
| Palmeiras · Brasil |               |               |            |            |             |             |           |           |                   |                   |                  |                  |           |           |          |
| 1.ª | 1993          | 19            | 11         | 34         | 11          | 5           | 2         | -         | -                 | 4                 | 3                | 62               | 27        | 0.43      |          |
| 1.ª | 1994          | 21            | 9          | 11         | 8           | 2           | 0         | 3         | 0                 | -                 | -                | 37               | 17        | 0.45      |          |
| 1.ª | 1995          | -             | -          | 9          | 8           | 3           | 2         | 6         | 5                 | -                 | -                | 18               | 15        | 0.83      |          |
| 1.ª | 2006          | 29            | 10         | 17         | 6           | -           | -         | 9         | 3                 | -                 | -                | 55               | 19        | 0.34      |          |
| 1.ª | 2008          | 20            | 4          | 13         | 12          | 1           | 0         | -         | -                 | -                 | -                | 34               | 16        | 0.47      |          |
| Total club | Total club    | 89            | 34         | 84         | 45          | 11          | 5         | 18        | 8                 | 4                 | 3                | 206              | 94        | 0.45      |          |
| Flamengo · Brasil |               |               |            |            |             |             |           |           |                   |                   |                  |                  |           |           |          |
| 1.ª | 1995          | 14            | 2          | -          | -           | -           | -         | 2         | 2                 | -                 | -                | 16               | 4         | 0.25      |          |
| Total club | Total club    | 14            | 2          | 0          | 0           | 0           | 0         | 2         | 2                 | 0                 | 0                | 16               | 4         | 0.25      |          |
| Corinthians · Brasil |               |               |            |            |             |             |           |           |                   |                   |                  |                  |           |           |          |
| 1.ª | 1996          | -             | -          | 3          | 4           | 2           | 1         | 10        | 4                 | -                 | -                | 15               | 9         | 0.60      |          |
| Total club | Total club    | 0             | 0          | 3          | 4           | 2           | 1         | 10        | 4                 | 0                 | 0                | 15               | 9         | 0.60      |          |
| Fiorentina · Italia |               |               |            |            |             |             |           |           |                   |                   |                  |                  |           |           |          |
| 1.ª | 1998          | 9             | 4          | -          | -           | 1           | 0         | -         | -                 | -                 | -                | 10               | 4         | 0.40      |          |
| 1.ª | 1998-99       | 28            | 8          | -          | -           | 6           | 2         | 4         | 2                 | -                 | -                | 38               | 12        | 0.31      |          |
| Total club | Total club    | 37            | 12         | 0          | 0           | 7           | 2         | 4         | 2                 | 0                 | 0                | 48               | 16        | 0.33      |          |
| Santos · Brasil |               |               |            |            |             |             |           |           |                   |                   |                  |                  |           |           |          |
| 1.ª | 2000          | 20            | 13         | -          | -           | -           | -         | -         | -                 | -                 | -                | 20               | 13        | 0.65      |          |
| Total club | Total club    | 20            | 13         | 0          | 0           | 0           | 0         | 0         | 0                 | 0                 | 0                | 20               | 13        | 0.65      |          |
| Napoli · Italia |               |               |            |            |             |             |           |           |                   |                   |                  |                  |           |           |          |
| 1.ª | 2000-01       | 17            | 4          | -          | -           | -           | -         | -         | -                 | -                 | -                | 17               | 4         | 0.23      |          |
| Total club | Total club    | 17            | 4          | 0          | 0           | 0           | 0         | 0         | 0                 | 0                 | 0                | 17               | 4         | 0.23      |          |
| Cruzeiro · Brasil |               |               |            |            |             |             |           |           |                   |                   |                  |                  |           |           |          |
| 1.ª | 2001          | 12            | 3          | -          | -           | -           | -         | 3         | 3                 | -                 | -                | 15               | 6         | 0.40      |          |
| Total club | Total club    | 12            | 3          | 0          | 0           | 0           | 0         | 3         | 3                 | 0                 | 0                | 15               | 6         | 0.40      |          |
| Tokyo Verdy Japón |               |               |            |            |             |             |           |           |                   |                   |                  |                  |           |           |          |
| 1.ª | 2001          | 5             | 2          | -          | -           | 3           | 2         | -         | -                 | -                 | -                | 8                | 4         | 0.50      |          |
| 1.ª | 2002          | 26            | 16         | -          | -           | 6           | 5         | -         | -                 | -                 | -                | 32               | 21        | 0.65      |          |
| Total club | Total club    | 31            | 18         | 0          | 0           | 9           | 7         | 0         | 0                 | 0                 | 0                | 40               | 25        | 0.62      |          |
| Urawa Red Diamonds Japón |               |               |            |            |             |             |           |           |                   |                   |                  |                  |           |           |          |
| 1.ª | 2003          | -             | -          | -          | -           | 4           | 0         | -         | -                 | -                 | -                | 4                | 0         | 0.00      |          |
| Total club | Total club    | 0             | 0          | 0          | 0           | 4           | 0         | 0         | 0                 | 0                 | 0                | 4                | 0         | 0.00      |          |
| Fluminense · Brasil |               |               |            |            |             |             |           |           |                   |                   |                  |                  |           |           |          |
| 1.ª | 2004          | 19            | 7          | 5          | 2           | 1           | 0         | -         | -                 | -                 | -                | 25               | 9         | 0.36      |          |
| Total club | Total club    | 19            | 7          | 5          | 2           | 1           | 0         | 0         | 0                 | 0                 | 0                | 25               | 9         | 0.36      |          |
| Figueirense · Brasil |               |               |            |            |             |             |           |           |                   |                   |                  |                  |           |           |          |
| 1.ª | 2005          | 31            | 15         | 2          | 1           | -           | -         | -         | -                 | -                 | -                | 33               | 16        | 0.48      |          |
| Total club | Total club    | 31            | 15         | 2          | 1           | 0           | 0         | 0         | 0                 | 0                 | 0                | 33               | 16        | 0.48      |          |
| Total carrera | Total carrera | Total carrera | 404        | 189        | 143         | 82          | 34        | 24        | 51                | 23                | 5                | 3                | 637       | 321       | 0.50     |
| (1) Incluye datos del Campeonato Carioca, Campeonato Paulista. (2) Incluye datos de la Copa de Brasil, Copa Italia, Copa del Emperador, Copa J. League. (3) Incluye datos de la Copa Libertadores, Supercopa Sudamericana, Copa Conmebol, Copa UEFA, Copa Mercosur, Copa Mundial de Clubes de la FIFA, Copa Sudamericana. (4) Incluye datos del Torneo Río-São Paulo. (5) No incluye goles en partidos amistosos. |               |               |            |            |             |             |           |           |                   |                   |                  |                  |           |           |          |

### Selecciones
| Selección       | Temporada     | Amistosos | Amistosos | Eliminatorias | Eliminatorias | Copa América | Copa América | Copa de Oro | Copa de Oro | Mundial | Mundial | Total | Total |
| Selección       | Temporada     | Part.     | Goles     | Part.         | Goles         | Part.        | Goles        | Part.       | Goles       | Part.   | Goles   | Part. | Goles |
| --------------- | ------------- | --------- | --------- | ------------- | ------------- | ------------ | ------------ | ----------- | ----------- | ------- | ------- | ----- | ----- |
| Adulta · Brasil | 1992          | 4         | 1         | -             | -             | -            | -            | -           | -           | -       | -       | 4     | 1     |
| Adulta · Brasil | 1993          | 1         | 0         | -             | -             | 4            | 1            | -           | -           | -       | -       | 5     | 1     |
| Adulta · Brasil | 1995          | 6         | 3         | -             | -             | 6            | 2            | -           | -           | -       | -       | 12    | 5     |
| Adulta · Brasil | 1996          | 1         | 0         | -             | -             | -            | -            | -           | -           | -       | -       | 1     | 0     |
| Adulta · Brasil | 1997          | 1         | 0         | -             | -             | 4            | 2            | -           | -           | -       | -       | 5     | 2     |
| Adulta · Brasil | 1998          | 1         | 0         | -             | -             | -            | -            | 5           | 1           | 2       | 0       | 8     | 1     |
| Adulta · Brasil | 2000          | -         | -         | 2             | 0             | -            | -            | -           | -           | -       | -       | 2     | 0     |
| Total carrera   | Total carrera | 14        | 4         | 2             | 0             | 14           | 5            | 5           | 1           | 2       | 1       | 37    | 10    |

## Palmarés

### Campeonatos regionales
| Título                | Equipo        | Sede                       | Año  |
| --------------------- | ------------- | -------------------------- | ---- |
| Campeonato Carioca    | Vasco da Gama | Río de Janeiro             | 1992 |
| Torneio Río-São Paulo | Palmeiras     | Río de Janeiro - São Paulo | 1993 |
| Campeonato Paulista   | Palmeiras     | São Paulo                  | 1994 |

### Campeonatos nacionales
| Título               | Equipo        | País   | Año  |
| -------------------- | ------------- | ------ | ---- |
| Campeonato Brasileño | Palmeiras     | Brasil | 1993 |
| Campeonato Brasileño | Palmeiras     | Brasil | 1994 |
| Campeonato Brasileño | Vasco da Gama | Brasil | 1997 |

### Campeonatos internacionales
| Título       | Equipo              | Sede    | Año  |
| ------------ | ------------------- | ------- | ---- |
| Copa América | Selección de Brasil | Bolivia | 1997 |

### Campeonatos internacionales amistosos
| Título     | Equipo              | Sede       | Año  |
| ---------- | ------------------- | ---------- | ---- |
| Copa Umbro | Selección de Brasil | Inglaterra | 1995 |

### Distinciones individuales
| Distinción                                          | Año  |
| --------------------------------------------------- | ---- |
| Bola de Prata                                       | 1993 |
| 3.er Futbolista del año en Sudamérica               | 1995 |
| Incluido en el Equipo Ideal de América              | 1995 |
| Bola de Prata                                       | 1997 |
| Bola de Ouro                                        | 1997 |
| Máximo goleador del Campeonato Brasileño (29 goles) | 1997 |
| Incluido en el Equipo Ideal de América              | 1997 |
| Balón de Plata en la Copa Mundial de Clubes         | 2000 |
| Máximo goleador de la Copa de Brasil (6 goles)      | 2008 |

## Fuera del fútbol
A mediados de 2009, se convirtió en un experto en fútbol de RedeTV!. A principios de 2010 Rede Bandeirantes lo contrató; Formó parte del equipo periodístico de la emisora en las coberturas de la Copa Mundial de la FIFA 2010 y la Eurocopa 2012.

## Controversia
Edmundo también estuvo involucrado en varios incidentes fuera de la cancha a lo largo de su carrera; tuvo varios desacuerdos con sus gerentes y funcionarios y era conocido por su "fiesta".
En 1999 se enfrentó a un proceso judicial por parte de grupos de bienestar animal después de contratar a todo un circo para que actuara en su jardín trasero para celebrar el primer cumpleaños de su hijo. En la fiesta fue acusado por algunos periodistas de tener a un chimpancé llamado Pedrinho bebiendo cerveza y whisky. Imágenes posteriores de esto aparecieron en los medios de comunicación (incluida la edición de febrero de 2004 de la versión británica de la revista FHM) y se han convertido en una leyenda del fútbol. Días después Edmundo demostró que esas acusaciones eran falsas. El mismo año durante su convulsa etapa con la Fiorentina, también escapó de una sentencia de cuatro años de prisión por conducir ebrio y estrellar su automóvil durante el Carnaval de Río de 1995, resultando en la muerte de tres personas; por su comportamiento recibió una sentencia suspendida de siete días.
En 1998 debido a su difícil relación con el club florentino de repente se fue al Carnaval de Río a mitad de temporada y llegó dos días tarde a Florencia según el periódico italiano Il Corriere della Sera.

## Trompada de Zandoná
En el partido entre Flamengo y Vélez Sarsfield válido por la vuelta de cuartos de final de la Supercopa Sudamericana 1995, Edmundo fue protagonista de una de las agresiones más violentas y recordadas del fútbol sudamericano. En momentos en que el cuadro carioca vencía por 3-0 (lo que le daba una cómoda ventaja, al haberse impuesto por 1-2 en la ida en Argentina) y tras una jugada anterior donde recibe una dura falta de Zandoná, Edmundo le hace un gesto con la mano al defensor argentino, Flavio Zandoná, jactándose de los tres goles de ventaja, para inmediatamente después propinarle una cachetada. Zandoná responde de la misma manera con otra cachetada, luego cuando parecía que todo quedaba ahí, el argentino va tras el brasileño y por la espalda lo agrede con un violento puñetazo. La agresión desató una pelea campal que involucró a jugadores y cuerpos técnicos de ambos equipos, en la cual incluso se vio a Romário lanzarle una patada voladora a Zandoná. El árbitro no tuvo otra opción que dar por terminado el partido.